# 小伊爾瓦鄉
47°19′N 24°40′E / 47.317°N 24.667°E
小伊爾瓦鄉（羅馬尼亞語：Comuna Ilva Mică, Bistrița-Năsăud），是羅馬尼亞的鄉份，位於該國西北部，由比斯特里察-訥瑟烏德縣負責管轄，面積53平方公里，海拔高度405米，2007年人口3,448，人口密度每平方公里66人。